# Strandbro
Strandbro is een plaats in de gemeente Borlänge in het landschap Dalarna en de provincie Dalarnas län in Zweden. De plaats heeft 98 inwoners (2005) en een oppervlakte van 12 hectare.